# Limnoria carptora
Limnoria carptora là một loài chân đều trong họ Limnoriidae. Loài này được Cookson miêu tả khoa học năm 1997.